# 포톤 아오마크
포톤 아오마크는 중국의 자동차 회사인 포톤 자동차에서 판매하는 3.5톤~14톤의 화물차이다. 대한민국에선 3.5톤의 준중형 화물차가 수입되어 현대 마이티 타타대우 더 쎈, 이스즈 엘프와 MAN SE의 TGE, 이베코 데일리와 경쟁한다.

## 특징
아오마크는 2.5톤에서 5톤까지 존재하며 2005년부터 출시되어 나온 차종이다. 장점으론 가격 대비 성능에 맞춰서 나온 화물차답게 상대적으로 가격대 만족비가 높으며 특히 뒷바퀴 쪽은 판스프링 갯수가 11개로 구성이 되어 있어서 다른 2.5톤이나 3. 5톤의 준중형 화물차보다 화물을 싣기에도 최적인 차종이라고 한다. 다만 단점으론 인테리어의 마감의 질이 매우 떨어진다는 평가가 있으며 엔진자체는 좋지만 이상하게 차체의 균형이 안맞는다고 한다. 섀시 캡 차량 등으로 다수의 라인업이 존재하며 차량의 종류론 FL형, TX형, C형, 아오마크 M형, 아오마크 S형. 아오마크 S5형이 존재한다. 2016년 5월에 아오마크 S3형 차량이 출시가 되었고 중형 화물차로서 커민스 사의 3.8 엔진이 적용되었다. 아오마크 FL은 현대 포터와 유사한 모습을 하고 있으며 아오마크 C형 차량의 엔진은 105~170 마력의 280~600Nm 토크를 내는 커민스 사의 ISF 2.8L~3.8L의 디젤 엔진을 장착하였다.

## 경쟁 차량
- 현대 마이티
- 타타대우 더 쎈
- 이스즈 엘프
- 타타 울트라
- 히노 듀트로